# Doringspruit (Buffalo)
El Doringspruit és un rierol que flueix al nord-oest de KwaZulu-Natal, Sud-àfrica. És un afluent del riu Buffalo i es troba a la conca del riu Tugela.